# Несение креста (картина Турнье)
«Несение креста», «Христос, несущий крест» (фр. Le Christ portant la croix) — картина французского живописца-караваджиста Николя Турнье (1590—1639). Датируется 1632 годом. Была похищена в 1818 году. В настоящее время картина задержана в Париже официальными властями Франции с целью возвращения стране.

## История
После написания картина находилась в капелле церкви Сен-Жером в Тулузе. Во время Французской революции полотно было конфисковано и вместе с другой картиной Турнье «Снятие с креста», также изображающей один из эпизодов страстей Христовых, было передано в Музей августинцев в Тулузе.
Картина была украдена в 1818 году и в течение почти двухсот лет её местонахождение оставалось тайной. Полотно впервые появилось вновь во Флоренции на аукционе Сотбис после смерти владельца. В 2010 году лондонская Weiss Gallery приобрела картину на художественной выставке-ярмарке в Маастрихте за 550 тысяч долларов. В ноябре 2011 года картина была выставлена на международной выставке произведений старых мастеров в Париже.
Французское государство задержало картину и запретило её к вывозу с территории Франции с целью возвращения.